# Гай Юлий Цезар Страбон Вописк
Вижте пояснителната страница за други личности с името Гай Юлий Цезар.
Гай Юлий Цезар Страбон Вописк (на латински: Gaius Iulius Caesar Strabo Vopiscus; * 130 пр.н.е.; † 87 пр.н.е., Рим) e политик на късната Римска република. Той пише трагедии в гръцки стил и според Цицерон е оратор с чувство за хумор. Неговите речи влияят и на неговия роднина диктатор Гай Юлий Цезар. Той се опитва да стане консул, без да е бил на задължителната служба на претор. Умира, както брат си Луций, при завладяването на Рим от войските на Марий.

## Биография
Цезар Страбон е син на римския патриций Луций Юлий Цезар II и Попилия. Брат е на Луций Юлий Цезар (консул 90 пр.н.е.), Квинт Лутаций Катул (консул 102 пр.н.е.) и Юлия Корнелия. Секст Юлий Цезар (консул 91 пр.н.е.) и Гай Юлий Цезар (претор 92 пр.н.е.), бащата на диктатора със същото име, са негови племенници.
Той започва политическа кариера. През 103 пр.н.е. е в гремиум, който следи изпълнението на lex frumentaria, предложения закон от народен трибун Луций Апулей Сатурнин. Около 100 пр.н.е. той е два пъти военен трибун. През 99 пр.н.е. става понтифекс (жрец). След това през 96 пр.н.е. е квестор, а през 90 пр.н.е. едил. По това време избухва съюзническата война между Рим и италиките. Неговият племенник Секст умира при обсадата на град Аскулум, брат му Луций се опитва да улесни даването на римско гражданство на градовете, които не са се надигнали против Рим.
В Мала Азия царят на Понт Митридат VI завладява територии. Рим дава указ на генерал Сула, след това на Марий, да се бият против него (Митридатови войни). Останалият без командо Сула марширува към Рим и прогонва привържениците на Марий, който трябва да емигрира.
През 88 пр.н.е. Гай Юлий Цезар Страбон кандидатства за консул, без да е бил претор, което дразни римските висши кръгове. Когато Сула напуска Рим, Марий завладява града през 87 пр.н.е. с помощта на също така изгоненият Луций Корнелий Цина. При започналите кървави улични битки Цезар Страбон и брат му Луций са убити.
Цезар Страбон не е само политик, а и известен автор и оратор. Той пише трагедии на гръцки теми. Останали са само три фрагменти (Adrastus, Tecmesa и Teutras). Неговите речи са в хумористичен стил и са чувани от Гай Юлий Цезар като дете, който след това в своите речи се ориентира по неговия стил.
Той е чичо на Луций Юлий Цезар (консул 64 пр.н.е.) и на Юлия Антония.